# 32768
32768（三万二千七百六十八、さんまんにせんななひゃくろくじゅうはち）は、自然数または整数において、32767の次で32769の前の数である。

## 性質
- 32768は合成数であり、約数は 1, 2, 4, 8, 16, 32, 64, 128, 256, 512, 1024, 2048, 4096, 8192, 16384, 32768 である。
  - 約数の和は65535。
- 32768 = 215
  - 15番目の2の累乗数である。1つ前は16384、次は65536。
  - 2番目の十五乗数である。1つ前は1、次は14348907。
- 32768 = 85
  - 8番目の5乗数である。1つ前は16807、次は59049。
  - n = 5 のときの 8n の値とみたとき1つ前は4096、次は262144。
- 32768 = 323
  - 32番目の立方数である。1つ前は29791、次は35937。
  - n = 3 のときの 32n の値とみたとき1つ前は1024、次は1048576。
  - 32768 = 1 × 2 × 4 × 8 × 16 × 32
    - 32 の約数の積で表せる数である。1つ前は31、次は1089。(オンライン整数列大辞典の数列 A007955)
    - 初項 1、公比 2 の等比数列における第6項までの総乗である。1つ前は1024、次は2097152。(オンライン整数列大辞典の数列 A006125)
      - この値は n = 6 のときの 2n(n−1)/2 の値である。
- 32768 = (3 − 2 + 7)6 / 8
  - 433番目のフリードマン数である。1つ前は32765、次は32771。
- 32768 = 215 × 30
  - 素因数分解形が 2i × 3j (i ≧ 0, j ≧ 0) になる数、1つ前は 31104 、次は 34992 。(オンライン整数列大辞典の数列 A003586)
- 32768 = 215 × 50
  - 素因数分解形が 2i × 5j (i ≧ 0, j ≧ 0) になる数、1つ前は 32000 、次は 40000 。(オンライン整数列大辞典の数列 A003592)

## その他 32768 に関すること
- コンピュータ上での色の数として使われることがあり、15ビットハイカラーと呼ばれる。
- クォーツ時計は水晶に電圧をかけたときに、1秒間に32768回振動するものを使用することが多い。